# Nocelle
Nocelle ist ein Ort an der Amalfiküste (Costiera Amalfitana) in der süditalienischen Region Kampanien, Provinz Salerno.

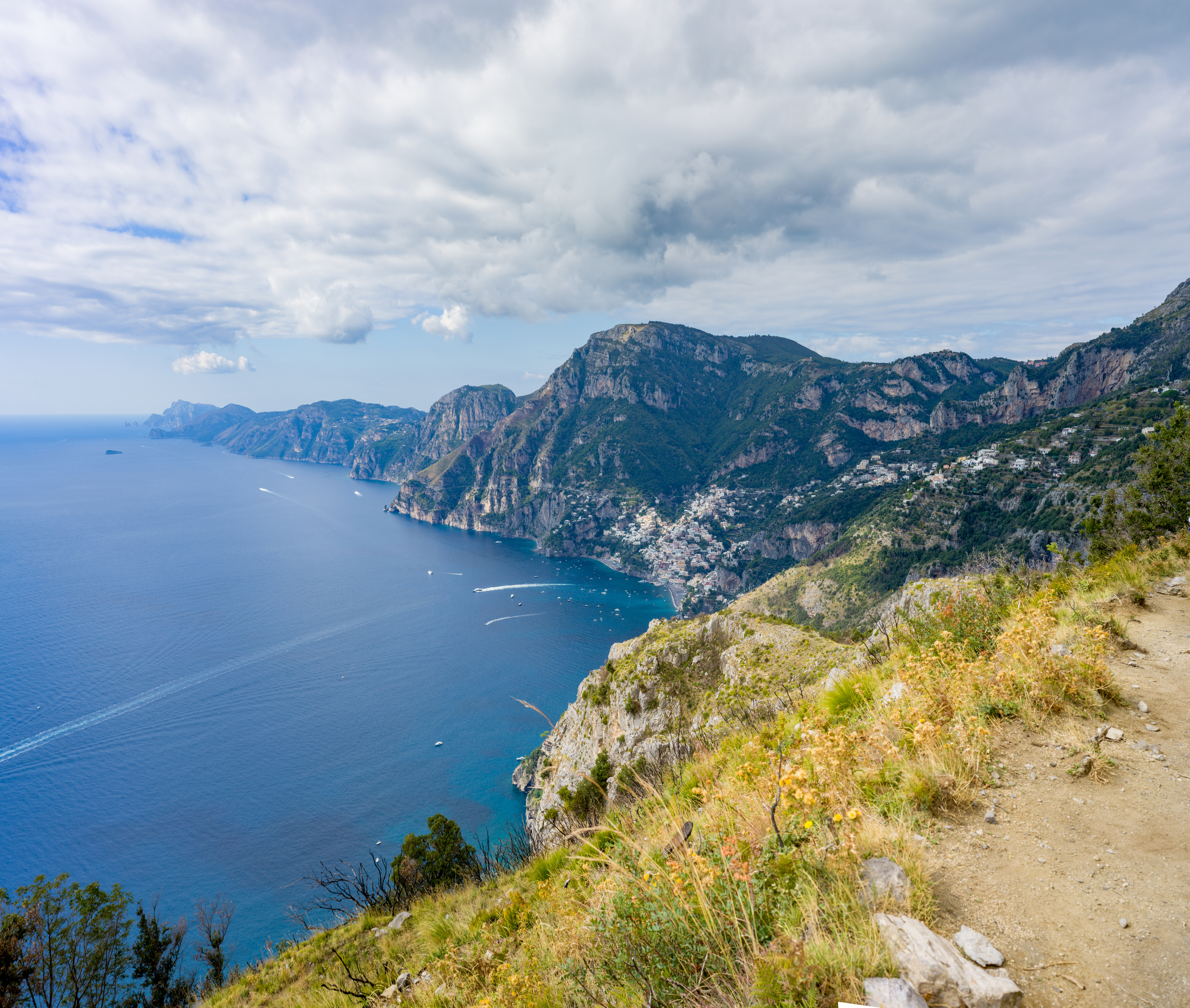
Vom Sentiero degli Dei mit dem Monte Comune, Montepertuso und Positano

## Lage und Daten
Die Ortschaft liegt auf ca. 440 Meter Höhe oberhalb von Positano am südlichen Abhang des 1443 Meter hohen Monte Sant’Angelo a tre pizzi. Sie zählt rund 200 Einwohner und gehört verwaltungsmäßig zur Gemeinde Positano. Ihren Namen trägt sie nach den noci, den für die Gegend typischen Nussbäumen. Das Zentrum der Ortschaft bildet die Piazza Santa Croce mit der gleichnamigen Kirche. Die Ortsheilige ist die Madonna del Carmine, ihr Patronatsfest wird am 16. Juli gefeiert.

## Geschichte und Wirtschaft
Nocelle ist erst seit 2002 mit dem Straßennetz verbunden und war bis dahin nur zu Fuß zu erreichen. Es hat daher viel vom ursprünglichen Charakter eines agrarischen Bergdorfs an einem Steilabhang der Amalfiküste behalten. Typisch für die lokale Wirtschaft sind die auf schmalen Terrassen betriebenen Gemüsekulturen sowie vereinzelter Weinanbau. Seit der Anbindung an das Straßennetz spielt auch der Tourismus eine gewisse Rolle für die lokale Wirtschaft. Da die Straße etwa 200 Meter vor dem Ort endet, ist Nocelle – als einzige Ortschaft an der Amalfiküste – gänzlich autofrei.

## Tourismus
Nocelle verfügt über eine Trattoria und mehrere Bed-and-Breakfast-Einrichtungen. Der Ort liegt auf etwa halber Höhe auf dem Bergwanderweg Sentiero degli Dei („Weg der Götter“) unterhalb der Monti Lattari. Auf ihm erreicht man von Positano aus Nocelle nach etwa zwei bis drei Stunden Aufstieg (1.700 Treppenstufen), von dort nach weiteren drei Stunden die Hochebene von Agerola (640 m).